# McPherson County (Nebraska)
McPherson County ist ein County im Bundesstaat Nebraska der Vereinigten Staaten. Der Verwaltungssitz (County Seat) ist Tryon.

## Geographie
Das County liegt westlich des geographischen Zentrums von Nebraska und hat eine Fläche von 2227 Quadratkilometern, wovon 3 Quadratkilometer Wasserfläche sind. Es grenzt im Uhrzeigersinn an folgende Countys: Hooker County, Thomas County, Logan County, Lincoln County, Keith County und Arthur County.

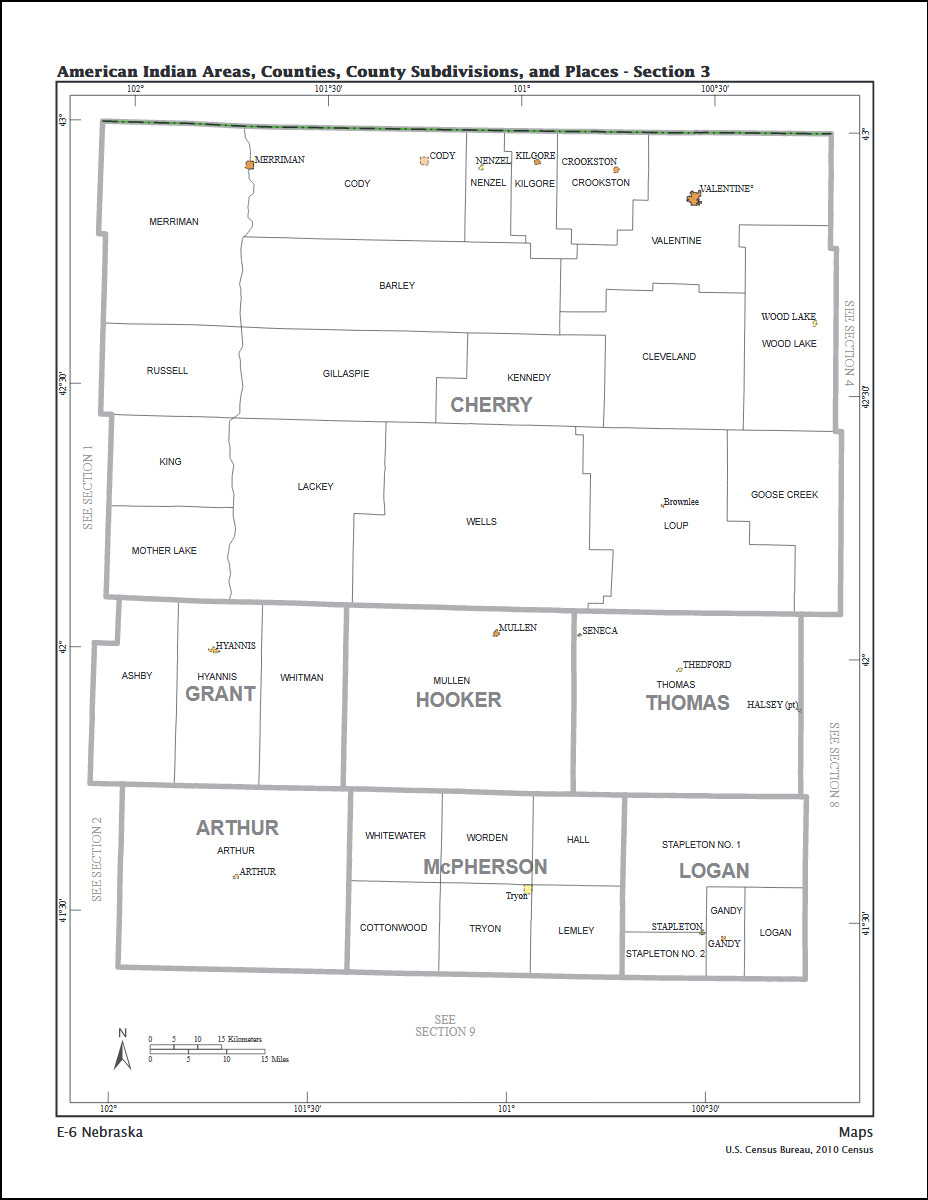
McPherson County im unteren Teil der Karte

Die sechs precincts sind in der Reihenfolge des Uhrzeigersinns aufgeführt, beginnend im Nordwesten:
| precinct         | Fläche (km²) | Bevölkerung 2010 |
| ---------------- | ------------ | ---------------- |
| Whitewater       | 374,38       | 52               |
| Worden           | 370,27       | 51               |
| Hall             | 369,13       | 82               |
| Lemley           | 370,34       | 115              |
| Tryon            | 370,97       | 195              |
| Cottonwood       | 372,34       | 44               |
| McPherson County | 2227,43      | 539              |
| Quelle:          |              |                  |

## Geschichte

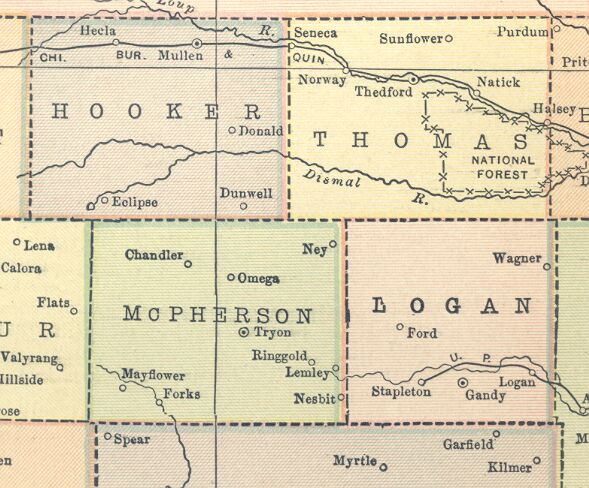

McPherson County wurde 1887 gebildet. Benannt wurde es nach dem Unions-General James B. McPherson.

## Demografische Daten

Alterspyramide des McPherson Countys (Stand: 2000)

Nach der Volkszählung im Jahr 2000 lebten im McPherson County 533 Menschen in 202 Haushalten und 157 Familien. Die Bevölkerungsdichte betrug 0,24 Einwohner pro Quadratkilometer. Ethnisch betrachtet setzte sich die Bevölkerung zusammen aus 97,94 Prozent Weißen, 0,38 Prozent Asiaten und 1,69 Prozent aus anderen ethnischen Gruppen. 1,50 Prozent der Bevölkerung waren spanischer oder lateinamerikanischer Abstammung.
Von den 202 Haushalten hatten 34,2 Prozent Kinder und Jugendliche unter 18 Jahre, die bei ihnen lebten. 73,8 Prozent waren verheiratete, zusammenlebende Paare, 3,5 Prozent waren allein erziehende Mütter, 21,8 Prozent waren keine Familien, 19,8 Prozent waren Singlehaushalte und in 14,4 Prozent lebten Menschen im Alter von 65 Jahren oder darüber. Die Durchschnittshaushaltsgröße betrug 2,64 und die durchschnittliche Familiengröße lag bei 3,01 Personen.
Auf das gesamte County bezogen setzte sich die Bevölkerung zusammen aus 27,6 Prozent Einwohnern unter 18 Jahren, 5,3 Prozent zwischen 18 und 24 Jahren, 26,1 Prozent zwischen 25 und 44 Jahren, 22,9 Prozent zwischen 45 und 64 Jahren und 18,2 Prozent waren 65 Jahre alt oder darüber. Das Durchschnittsalter betrug 41 Jahre. Auf 100 weibliche Personen kamen 99,6 männliche Personen. Auf 100 Frauen im Alter von 18 Jahren oder darüber kamen statistisch 97,9 Männer.
Das jährliche Durchschnittseinkommen eines Haushalts betrug 25.750 USD, das Durchschnittseinkommen der Familien betrug 31.250 USD. Männer hatten ein Durchschnittseinkommen von 25.192 USD, Frauen 13.393 USD. Das Prokopfeinkommen betrug 13.055 USD. 16,2 Prozent der Bevölkerung und 14,0 Prozent der Familien lebten unterhalb der Armutsgrenze. Davon waren 21,7 Prozent Kinder und Jugendliche unter 18 Jahre und 17,3 Prozent waren Menschen über 65 Jahre.

## Orte im County
- Flats
- Ringgold
- Tryon